# José Arrufat Mestres
José Arrufat Mestres (Cervera, España, 1869-Cervera,1913) fue un periodista y escritor español.

## Biografía
Nacido en una familia carlista de Cervera, trabajó de joven en Tarragona en la imprenta de Arís e hijo. En esta ciudad fundó y dirigió en 1885, antes de cumplir la mayoría de edad, el semanario carlista El Restaurador (favorable a Cándido Nocedal), por cuyos artículos recibió numerosas denuncias y llegó a ser encarcelado.
Posteriormente se trasladó a Montblanch, donde fue profesor de historia, editor y librero. Allí dirigiría el periódico La Comarca de Montblanch (1889-1890). Durante algunos años residió en Barcelona, donde fue redactor de El Correo Catalán.
En 1896 entró a formar parte en Madrid de la redacción de El Correo Español, órgano de la Comunión Tradicionalista, en el que popularizó sus Crónicas cortas. En la capital de España fue también redactor de El Movimiento Católico y editó la revista mensual ilustrada Madrit Catalá. A raíz la muerte de Benigno Bolaños en 1909, dirigiría asimismo el semanario tradicionalista satírico El Fusil.
Arrufat falleció en su ciudad natal de Cervera el 4 de marzo de 1913. De acuerdo con la necrología que publicó a su muerte El Correo Español, murió a consecuencia del agotamiento provocado por el intenso trabajo a que se hallaban sometidos los periodistas católicos.

## Obras
- Qui sembra vents: obreta cómica-trágica en dos actes y en vers (Tarragona, 1887)
- Constitucion de Fusilandia. Tratado completo de "revolución desde arriba" (Madrid, 1906)
- La República Española en 191.., con Domingo Cirici Ventalló (Madrid, 1911)[6]
- Cuadros vivos: Propio y ajeno (Madrid, 1912)